# Hayli Gubbi
Hayli Gubbi är en vulkan i Etiopien. Den ligger i den norra delen av landet, 500 km norr om huvudstaden Addis Abeba. Toppen på Hayli Gubbi är 521 meter över havet, eller 186 meter över den omgivande terrängen. Bredden vid basen är 3,5 km.
Terrängen runt Hayli Gubbi är huvudsakligen kuperad, men åt sydväst är den platt. Runt Hayli Gubbi är det ganska glesbefolkat, med 32 invånare per kvadratkilometer. Trakten runt Hayli Gubbi är ofruktbar med lite eller ingen växtlighet.